# Ma Jing-ťiou
Ma Jing-ťiou (Ma Ying-jeou, čínsky znaky tradiční 馬英九; * 13. července 1950 Kau-lung, Hongkong) je tchajwanský politik, v letech 2008–2016 prezident Čínské republiky. Předtím působil jako tchajwanský ministr spravedlnosti (1993–1996), starosta Tchaj-peje (1998–2006) a předseda jeho domovské strany Kuomintang (2005–2007 a 2009–2014). Jako tchajwanský prezident se zasazoval o sbližování s pevninskou Čínou a byl architektem největšího oteplení vzájemných vztahů od občanské války v polovině 20. století.

## Život

### Původ, studium a raná politická kariéra
Jeho rodina pochází z provincie Chu-nan, samotný Ma se narodil v oblasti Kau-lung náležející do tehdejšího Britského Hongkongu. Vyrůstal na Tchaj-wanu a studoval právo na Národní tchajwanské univerzitě (bakalářský titul LL.B. v roce 1972). Po dvouleté službě u tchajwanské námořní pěchoty a námořnictva pokračoval ve studiích na newyorské New York University School of Law (magisterský titul LL.M. v roce 1976) a harvardské Harvard Law School (doktorský titul S.J.D. v roce 1982).
Svou profesionální kariéru započal jako právní konzultant pro First National Bank of Boston a výzkumný poradce na University of Maryland, Baltimore (1980–1981). Po krátkém působení v advokátní kanceláři se vrátil na Tchaj-wan a začal v roce 1981 pracovat jako zástupce ředitele prezidentské kanceláře a tlumočník prezidenta Ťiang Ťing-kua (po prezidentově smrti v roce 1988 pokračoval ve službách prezidenta Li Teng-chueje). V letech 1984–1988 byl zástupcem generálního tajemníka Kuomintangu a zároveň náměstkem vládní Rady pro záležitosti pevniny. V období let 1988–1991 vedl Komisi pro výzkum, vývoj a hodnocení a stal se tak nejmladším ministrem ve vládách Čínské republiky. V letech 1993–1996 byl ministrem spravedlnosti a následně v období 1996–1997 ministrem bez portfeje pod prezidentem Li Teng-chuejem. V roce 1997 se stal docentem mezinárodního práva na Národní univerzitě veřejné správy.
V roce 1998 úspěšně kandidoval za Kuomintang na starostu Tchaj-peje, přičemž vyhrál nad dosavadním starostou a pozdějším prezidentem Čchen Šuej-pienem; v roce 2002 post starosty obhájil. V roce 2005 byl zvolen do čela Kuomintangu a strana pod jeho vedením dosáhla výrazného vítězství v místních volbách téhož roku.

### Prezident
V roce 2007 na vedení Kuomintangu rezignoval a ohlásil svůj úmysl kandidovat v prezidentských volbách příští rok. Volby v březnu 2008 vyhrál s 58 % hlasů (jeho protikandidátem byl Frank Hsieh) a ukončil tak osmiletou éru vlády Demokratické pokrokové strany; už v době zvolení byl znám jeho smířlivější postoj k Číně. Ve stejném roce byl zařazen do žebříčku nejvlivnějších lidí světa Time 100 časopisu Time. V roce 2012 byl znovuzvolen do funkce prezidenta; získal 52 % hlasů a vyhrál tak nad protikandidátkou Cchaj Jing-wen z Demokratické pokrokové strany.

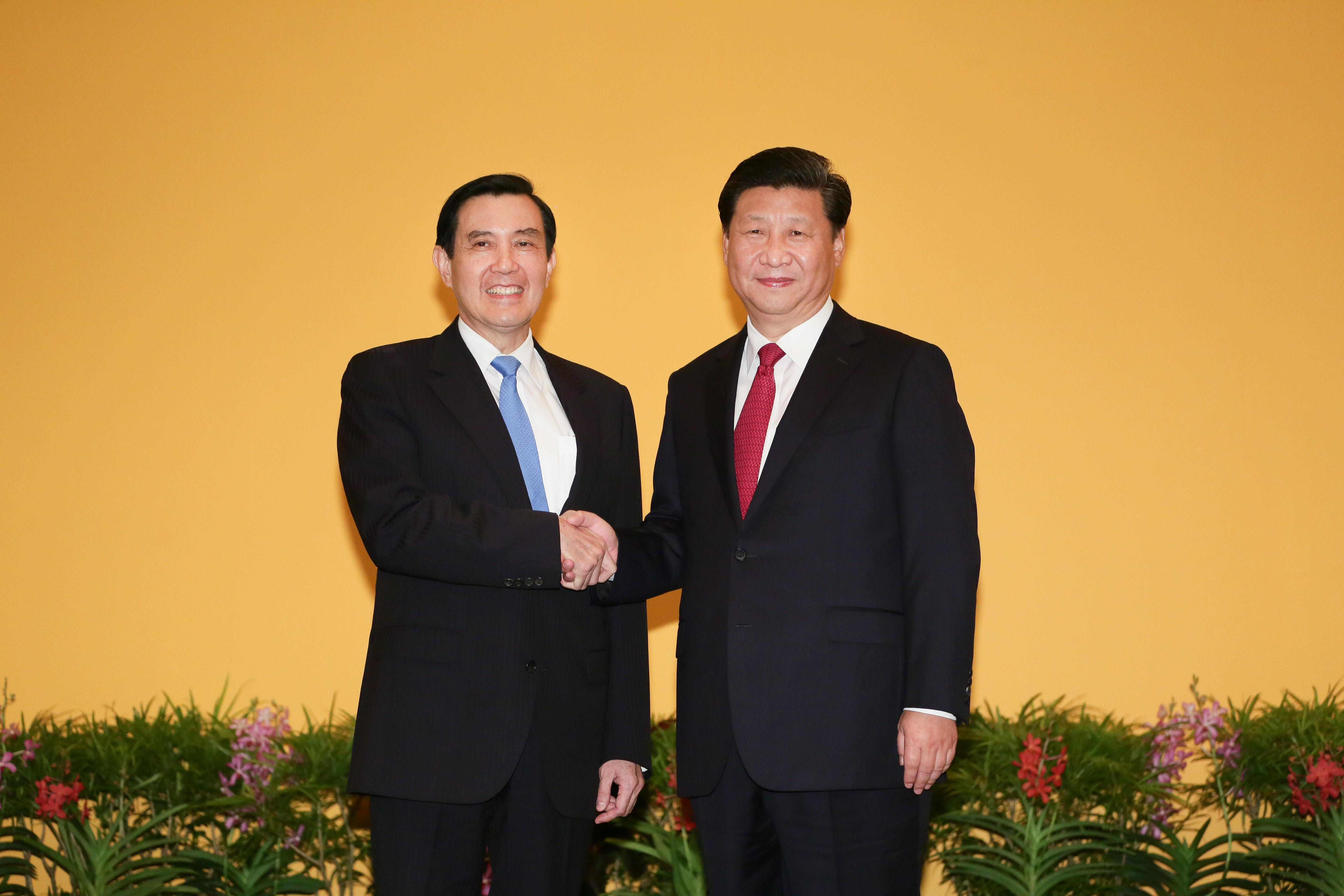
Historické setkání Ma Jing-ťioua a Si Ťin-pchinga v Singapuru v roce 2015

Během svého prezidentského funkčního období se Ma zasazoval o uvolňování vztahů s pevninskou Čínskou lidovou republikou (ČLR). Výsledkem jeho snah bylo kromě jiného takřka okamžité obnovení jednání v dubnu 2008, vzájemné zřízení zastupitelských úřadů a obnovení poštovního, námořního a leteckého spojení v tom samém roce – to vše přibližně po šedesátiletém přerušení. V listopadu 2008 navštívil Tchaj-wan poprvé po této době oficiální čínský představitel.
V roce 2009 se stal Ma Jing-ťiou terčem kritiky části veřejnosti za pomalou reakci vlády na situaci po úderu tajfunu Morakot. V roce 2009 odsouhlasil návštěvu tibetského dalajlámy na Tchaj-wanu. V roce 2014 se uskutečnily první tchajwansko-čínské rozhovory na nejvyšší úrovni od konce čínské občanské války v roce 1949 a o rok později se v Singapuru uskutečnilo historické setkání Ma Jing-ťioua s čínským vůdcem Si Ťin-pchingem, rovněž první na této úrovni od konce války.
Maova dlouhodobá politika sbližování s pevninskou Čínou přinesla Tchajwancům možnost snadněji získat cestovní povolení, cestovat, studovat a investovat v ČLR, současně však způsobila růst cen nemovitostí a přesun části pracovních míst z Tchaj-wanu do ČLR. To mělo během jeho druhého prezidentského volebního období (po roce 2012) za následek pokles podpory této politiky ze strany veřejnosti. Obavy z negativních důsledků dalšího sbližování posléze vedly k vypuknutí studentských protestů tzv. slunečnicového hnutí z roku 2014, které zabránilo přijetí nových liberalizačních zákonů z dílny prezidenta. Prezident Ma a vládnoucí Kuomintang nakonec požadavkům studentů ustoupili a slíbili, že další sbližování s Čínou bude připravováno se širším zapojením veřejnosti.

### Po prezidentství
V březnu 2023 se stal prvním bývalým prezidentem Tchaj-wanu, který navštívil pevninskou Čínu. V dubnu 2024 se setkal s čínským prezidentem Si Ťin-pchingem.

### Osobní život
Manželkou Ma Jing-ťioua je bankovní právnička Christine Chowová, s níž má dvě dcery. Ma se věnuje dobrovolnictví pro charitativní organizace, dárcovství krve, běhu a plavání. Napsal několik odborných pojednání o právních otázkách souvisejících s Tchaj-wanem a vymezením hranic ve Východočínském moři. Hovoří plynně standardní čínštinou a anglicky, dále ovládá některé čínské a tchajwanské dialekty čínštiny.